# Улица Самеда Вургуна
Улица Саме́да Вургу́на — улица в Северном административном округе города Москвы на территории района «Аэропорт». Расположена от улицы Усиевича до Часовой улицы.

## История
Улица была образована 1 декабря 1976 года на части Амбулаторного переулка и названа в честь азербайджанского поэта и писателя Самеда Вургуна.

## Примечательные здания и сооружения
На улице находятся:
- № 3 — православный Свято-Димитриевский детский дом;
- № 5 — жилой дом. Здесь жил филолог В. Н. Топоров[2];
- № 9 — детский сад № 226 компенсирующего вида для детей с нарушением зрения.